# 로라 맥팔레인
로라 맥팔레인(Laura Macfarlane)은 스코틀랜드 출신의 오스트레일리아의 싱어송라이터이다.